# تومي بورنس
تومي بورنس هو لاعب كرة القدم الكندية كندي، ولد في 9 يوليو 1910 في مونتريال في كندا، وتوفي في 4 أبريل 1942 في ليفربول، نوفا سكوتيا ‏ في كندا.